# Wat Lok Mo Li

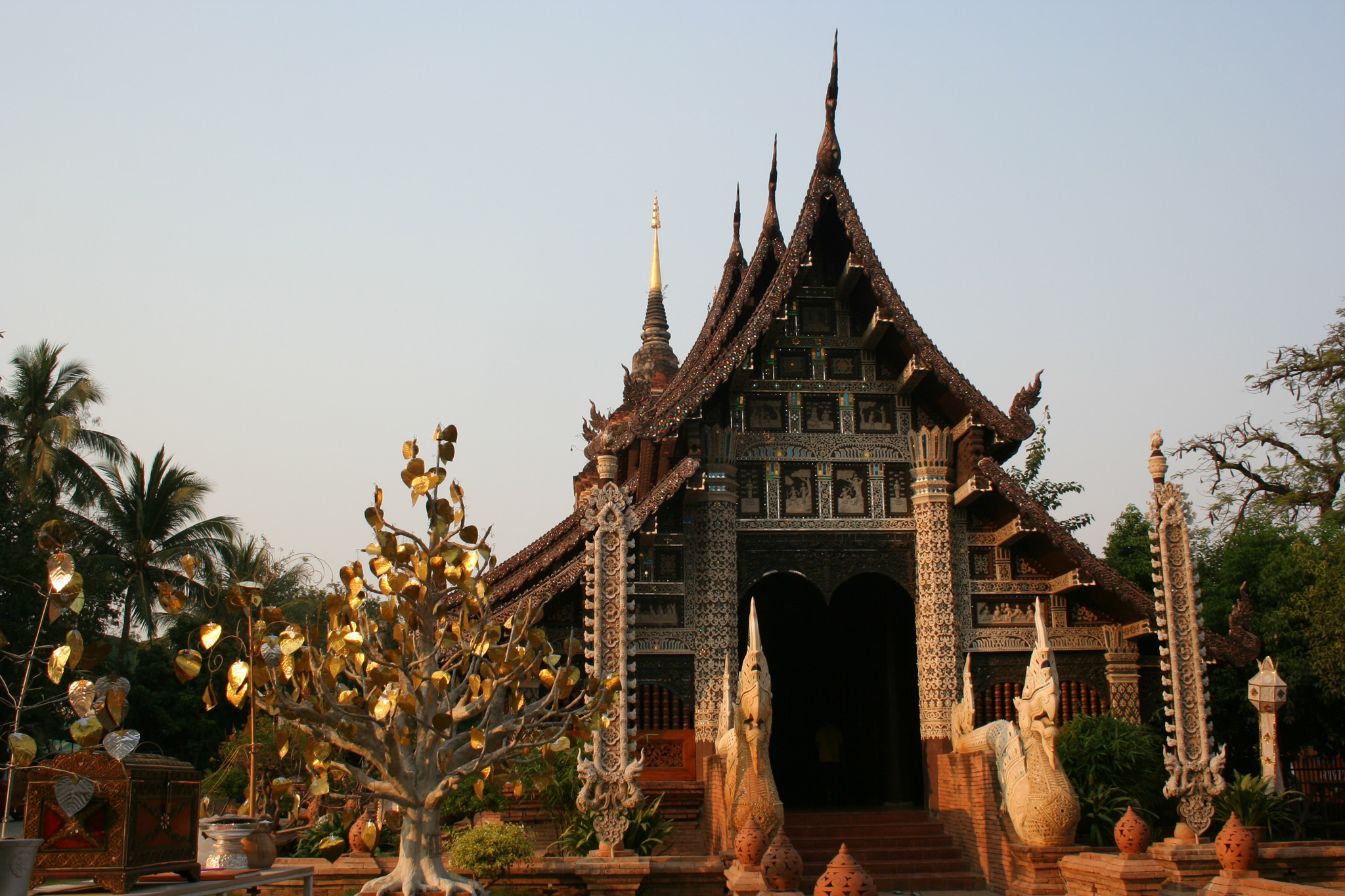
Viharn des Wat Lok Molee in Chiang Mai, Thailand

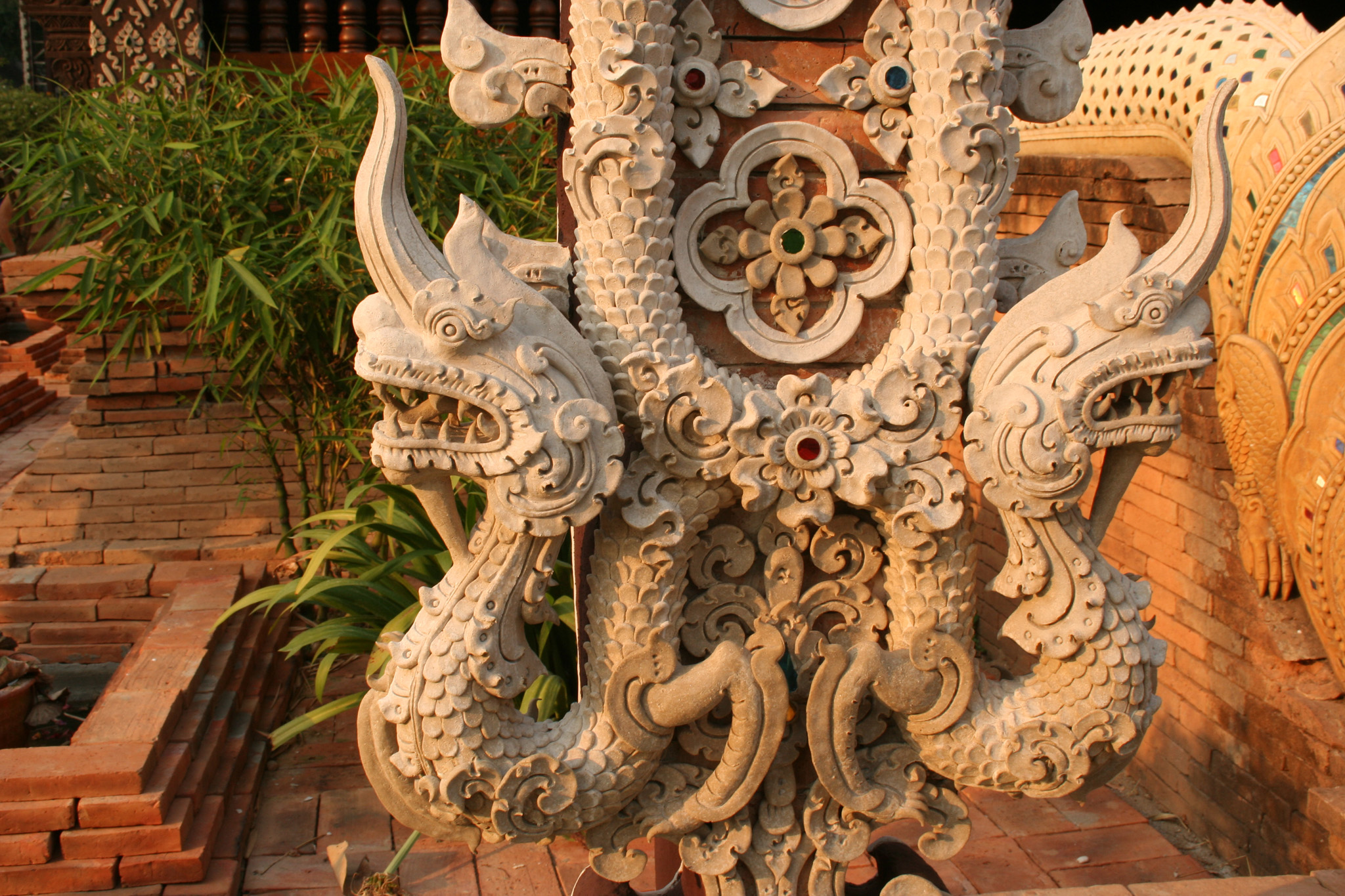
Fein gestaltete Naga-Skulpturen im Wat Lok Molee, Chiang Mai, Thailand

Der Wat Lok Moli (Thai: วัดโลกโมฬี, in englischer Schreibweise: Wat Lok Molee) ist ein buddhistischer Tempel (Wat) in Chiang Mai, Thailand. Er liegt an der Nordseite des die Altstadt umgrenzenden Wassergrabens, etwa 400 Meter westlich des Chang-Phueak-Tores (Thai: ประตู ช้างเผือก, Tor der Weissen Elefanten).
Sein Gründungsdatum ist unbekannt, 1367 wird er zum ersten Mal urkundlich erwähnt. Der 6. König der Mengrai-Dynasty des Lanna-Königreiches lud eine Gruppe von 10 Mönchen aus Burma in sein Land ein, um hier ihre Lehre des Theravada-Buddhismus zu verbreiten. Die Mönche lebten in diesem Tempel.
König Ket Chettharat ordnete 1527 die Errichtung des Chedi, im Jahr 1545 den Bau der großen Gebetshalle (Viharn) an.
Die Asche mehrerer Mitglieder der Mengrai-Dynastie wurde in diesem Tempel beigesetzt und die königliche Familie übernahm die Verantwortung für den Erhalt des Tempels bis zum Ende ihrer Dynastie.
Der heute in unverputzten Ziegelsteinen gehaltene Chedi hebt sich von den zahlreichen, häufig frisch verputzten, gestrichenen oder vergoldeten Bauwerken Chiang Mais ab. Weitere Eigenheiten des Tempels sind die Feinheit der Naga-Skulpturen und der aus Edelhölzern gestalteten Viharn und die Tatsache, dass dieser entlang einer Nord-Süd-Achse ausgerichtet ist – die meisten buddhistischen Tempel sind nach Osten, in das Licht der aufgehenden Sonne orientiert.